# Boloria lucetia
Boloria lucetia är en fjärilsart som beskrevs av Hans Fruhstorfer 1922. Boloria lucetia ingår i släktet Boloria och familjen praktfjärilar. Inga underarter finns listade i Catalogue of Life.